# XII Congresso panrusso dei Soviet
Il XII Congresso panrusso dei Soviet si tenne a Mosca tra il 7 e il 16 maggio 1925. Parteciparono al Congresso 1634 delegati, tra cui 1292 comunisti. Di questi, 1084 avevano il diritto di voto.

## Svolgimento[1]
Il Congresso discusse un rapporto del Commissariato del Popolo per la Salute (letto da Semaško), un rapporto del Commissariato del Popolo per le Finanze (letto da Miljutin), un rapporto del Commissariato del Popolo per l'Agricoltura (letto da Sviderskij), un rapporto sul cambiamento del testo della Costituzione della Repubblica Socialista Federativa Sovietica Russa (letto da Kurskij), ed un rapporto sull'abbandono della Repubblica Socialista Federativa Sovietica Russa da parte del Turkestan e la formazione delle repubbliche turkmena ed uzbeca (letto da Kiselëv). 
Fu eletto un Comitato Esecutivo Centrale panrusso. Su proposta dei bolscevichi, il rapporto del governo della Repubblica Socialista Federativa Sovietica Russa non fu ascoltato, poiché l'intero corpo del Congresso avrebbe potuto partecipare al III Congresso dei soviet dell'URSS, che aveva tra gli obiettivi prefissati un rapporto del governo dell'Unione sovietica.
Il Congresso approvò la politica interna ed estera della Repubblica Socialista Federativa Sovietica Russa. Esso notò i successi raggiunti dall'industria e dall'agricoltura, delineò un programma di misure designate per sviluppare ulteriormente l'agricoltura (abbassando la tassa agricola standardizzata del 40% e così via), adottò una risoluzione per aumentare le appropriazioni dello Stato per accrescere gli affari medici e sanitari nelle repubbliche nazionali e nelle oblast', ed una misura sull'educazione dei medici. 
Il Congresso approvò il decreto approvato dalla seconda sessione del Comitato Esecutivo Centrale panrusso alla sua undicesima convocazione, il 14 ottobre 1924, garantendo agli uzbechi, ai turkmeni, ai kirghizi e ai tagiki di abbandonare il Turkestan e di formare nuove repubbliche socialiste sovietiche ed oblast basate sulla nazionalità. Il Congresso ratificò anche la nuova Costituzione della Repubblica Socialista Federativa Sovietica Russa.